# Hvem tror på Ulrik?
Hvem tror på Ulrik? er en dansk kortfilm fra 2001, der er instrueret af Niki Sellers og Frank Trier efter manuskript af sidstnævnte.

## Handling
Ulrik er arbejdsløs og på gaden hver dag for at drikke med vennerne.

## Medvirkende
- Kim Sønderholm - Ulrik
- Dan Zahle - René
- Solveig Spangsberg - Socialrådgiver
- Jesper Thygesen - Ung mand
- Hanne Løvendahl - Kvinde på bænk